# چارلی چاپلین (فیلم ۱۹۹۹)
چارلی چاپلین (انگلیسی: Charlie Chaplin) یک فیلم از سینمای هند به زبان مالایالم است به کارگردانی پی‌کی راداکریشنان که در سال ۱۹۹۹ منتشر شد.

## بازیگران
- Prem Kumar
- جاگاتی اسریکومار
- Anju Aravind
- کالپانا (زاده ۱۹۶۵)
- کوچین هانیفا
- Harishree Ashokan
- Mala Aravindan
- A. C. Zainuddin
- Bindu Varappuzha
- Elias Babu
- Kuthiravattam Pappu
- Philomina